# オットー2世 (バイエルン公)

オットー2世の紋章

オットー2世（Otto II., 1206年4月7日 - 1253年11月29日）は、バイエルン公（在位：1231年 - 1253年）、ライン宮中伯（在位：1214年 - 1253年）。1248年にオーストリア公領の総督を務め、その後1251年からは最後の帝国総督（Reichsgubernator）となった。オットーは他の一族の滅亡により権力を拡大させていった。オットーの死後に、子孫の間でバイエルンの分割相続が始まった。

## 生涯

### 生い立ち
ルートヴィヒ1世とボヘミア公ベドジフの娘ルドミラの息子である。6歳のとき、ライン宮中伯領（後のプファルツ選帝侯領）の相続人であるアグネス・フォン・ブラウンシュヴァイク（1267年没）と婚約し、父ルートヴィヒ1世は1214年に宮中伯領を領地として受け取り、1228年にオットーが騎士とされるまで統治していた。オットーは宮中伯として帝国摂政でもあり、国王選挙において重要な地位を占めていた。1231年、オットー2世は殺害された父の跡を継いでバイエルン公となった。このとき、公爵の居所はケルハイムからランツフートに移転した。

### バイエルン公、ライン宮中伯および帝国総督として
1233年、オーストリア公フリードリヒ2世との戦いにおいて、オットー2世はヴェルスを占領したため、父皇帝フリードリヒ2世に反逆したハインリヒ7世と衝突し、その過程でオットーは息子ルートヴィヒを人質とせねばならなかった。1234年、オットーは権利を主張するために、今度はザルツブルク、レーゲンスブルク、アウクスブルク、テルツ、ホーエンブルクおよびフライジングと再び対立した。アルベルト・ベハイムの影響のもとオットーは教皇に近づいたが、これが帝国に忠実な司教たちとのさらなる確執を招き、1238年にオットーはホーエンシュタウフェン家と対抗するためボヘミアと同盟を結んだ。
ボヘミア王ヴァーツラフ1世との緊張関係の高まり、後のドイツ対立王ハインリヒ・ラスペ4世への不信感、そしてモンゴルの侵攻により、オットーはついにホーエンシュタウフェン家に近づいた。皇帝フリードリヒ2世との対立が終結し、1241年にオットーはついにホーエンシュタウフェン家側につき、娘エリーザベトは皇帝フリードリヒ2世の次男コンラート4世と結婚したため、オットーはローマ教皇から破門された。1246年にオーストリアでバーベンベルク家が断絶すると、オットーはホーエンシュタウフェン家に代わり、バーベンベルク家のゲルトルートと結婚していたバーデン＝バーデン辺境伯ヘルマン6世に対して訴訟を起こした。最終的に1248年に、皇帝はオットーにオーストリアの統治を委ねたが、ヴァーツラフの息子で後のボヘミア王オタカル2世が1251年にオーストリアに入り、オットーはオーストリア統治を維持することができなかった。オットーはライン宮中伯として、ロルシュを巡ってマインツ大司教と長年対立していた。
コンラート4世は父皇帝の死後、相続のためシチリアに向かう前に、1251年6月のアウクスブルクの議会で帝国における権力の行使をオットーに託し、オットーは最後の帝国総督となった。オットーは1253年11月末に突然ランツフートで亡くなり、シャイエルンのベネディクト会修道院に埋葬された。後にオットーの記念銘板がレーゲンスブルク近くのヴァルハラ神殿に設置された。遺領は長男のルートヴィヒ2世と次男のハインリヒ13世が共同統治する事になったが、1255年に分割、ルートヴィヒ2世はライン宮中伯と上バイエルン公となり、ハインリヒ13世は下バイエルン公として相続した。

### 死後
オットー2世の統治下で、断絶したボーゲン伯、アンデクス伯およびオルテンブルク家の領地がヴィッテルスバッハ家に与えられた。最後の正式なバイエルン宮中伯ラポト3世は1248年に死去し、権利および領地はバイエルン公に接収されていった。しかし、1248年にアンデクス伯がメラーン公オットー2世の死により断絶すると、領地の南西部はバイエルンには戻らず、チロル伯のものとなった。オットーの異父兄アルベルト4世の死後、ボーゲン伯のものであった白と青の菱形の紋章も1242年にバイエルンに伝わり、今日でもバイエルンの紋章の一部となっている。手に入れた領地と統治権は、もはや封土として他家に与えられることはなく、主にバイエルン公のミニステリアーレの支援と新しく創設された行政システムによって確保された。オットー2世のもとで、統一法の制定が始まり、最初に役所が、次に裁判所が創設された。

## 家族
1222年5月にライン宮中伯ハインリヒ5世（ハインリヒ獅子公の息子）の娘アグネス（1201年 - 1267年）とヴォルムスで結婚。5人の子を儲けた。
1. エリーザベト（1227年 - 1273年） - 1246年にローマ王コンラート4世と結婚、1259年にチロル伯兼ケルンテン公マインハルトと再婚。
2. ルートヴィヒ2世（1229年 - 1294年） - 上バイエルン公、ライン宮中伯。
3. ハインリヒ13世（1235年 - 1290年） - 下バイエルン公
4. ゾフィー（1236年 - 1289年） - 1258年にズルツバッハ＝ヒルシュベルク伯ゲプハルト4世と結婚。
5. アグネス（1240年 - 1306年） - ゼリゲンタール修道院の修道女